# Бісер (Болгарія)
Бі́сер (болг. Бисер) — село в Хасковській області Болгарії. Входить до складу общини Харманли.

## Населення
За даними перепису населення 2011 року у селі проживали 852 особи.
Національний склад населення села:
| Національність   | Кількість осіб | Відсоток |
| ---------------- | -------------- | -------- |
| болгари          | 810            | 96,4%    |
| турки            | 27             | 3,2%     |
| цигани           | 0              | 0%       |
| Всього відповіли | 840            |          |

Розподіл населення за віком у 2011 році:
Динаміка населення: